# 孝德湖
孝德湖公园，位于中国广东省佛山市南海区罗村社会管理处，占地面积15万平方米，一期于2013年10月13日投入使用，二期于2016年10月9日投入使用。